# Südteil des Nohfeldener Rhyolith-Massivs
Das Naturschutzgebiet Südteil des Nohfeldener Rhyolith-Massivs liegt im Landkreis St. Wendel im Saarland.

## Beschreibung
Das 73 ha große Gebiet, das im Jahr 2017 unter Naturschutz gestellt wurde, befindet sich in der Gemeinde Oberthal, Gemarkungen Oberthal und Gronig und in der Gemeinde Nohfelden, Gemarkungen Selbach und Neunkirchen. Es erstreckt sich nördlich von Oberthal sichelförmig zwischen dem 512,5 m hohen Losenberg und dem 515,8 m hohen Leißberg.
Das Naturschutzgebiet wurde 2017 als Erweiterung des NSG Oberthaler Bruch eingerichtet, obwohl sich der Nohfelder Gemeinderat einstimmig dagegen aussprach. Bürgermeister Andreas Veit (CDU) begründete die Ablehnung mit geringer Akzeptanz in der Bevölkerung, Nutzungsausfällen in der Holzwirtschaft und Wertverlust der Grundstücke.

## Schutzzweck
Schutzzweck des Naturschutzgebiets Südteil des Nohfeldener Rhyolith-Massivs ist die Erhaltung der dort vorhandenen Lebensraumtypen, insbesondere der artenreichen montanen Borstgrasrasen auf Silikatböden sowie der Moorwälder. Damit sollen vor allem die Lebensräume von Großem Feuerfalter, Groppe und Grünem Besenmoos geschützt werden.
Im Oberthaler Bruch, der Teil des Naturschutzgebiets ist, wurden verschiedene Arten seltener Wanzen nachgewiesen.